# Coup de Grace (álbum de Plasmatics)
Coup de Grace es el quinto álbum de estudio de la banda estadounidense de punk y heavy metal Plasmatics, publicado en 2002 por Plasmatics Media Inc. En 1982 la banda firmó un contrato con Capitol Records y en una semana Dan Hartman y Rod Swenson grabaron las maquetas de un futuro disco. No obstante, el sello optó por Dieter Dierks para que produjera el eventual álbum y dichas maquetas quedaron guardadas. A principios de los años 2000 el otrora equipo de producción de Plasmatics creó Plasmatics Media Inc., con el objetivo de publicar material de la banda, entre ellas estas maquetas.
La demo de Hartman se publicó en 2002 con el nombre de «Coup de Grace». Esta versión más cruda de Coup d'Etat requirió menos de una décima parte del tiempo y una fracción del presupuesto del original.

## Lista de canciones
| N.º | Título                          | Escritor(es)                               | Duración |  |
| 1.  | «Put Your Love in Me»           | Richie Stotts, Rod Swenson                 | 4:13     |  |
| 2.  | «Stop»                          | Wes Beech, Swenson                         | 4:34     |  |
| 3.  | «Rock 'n' Roll»                 | Stotts, Swenson                            | 3:58     |  |
| 4.  | «Just Like on TV»               | Beech, Swenson                             | 4:04     |  |
| 5.  | «Uniformed Guards»              | Stotts, Swenson                            | 4:27     |  |
| 6.  | «No Class» (cover de Motörhead) | Eddie Clarke, Lemmy Kilmister, Phil Taylor | 2:09     |  |
| 7.  | «Mistress of Taboo»             | Stotts, Swenson                            | 3:16     |  |
| 8.  | «Lightning Breaks»              | Beech, Swenson                             | 3:42     |  |
| 9.  | «Path of Glory»                 | Stotts, Swenson                            | 4:45     |  |
| 10. | «Country Fairs»                 | Beech, Swenson                             | 3:37     |  |
| 11. | «The Damned»                    | Chris Romanelli, Swenson                   | 4:21     |  |

## Músicos
- Wendy O. Williams: voz
- Richie Stotts: guitarra líder
- Wes Beech: guitarra rítmica
- Chris Romanelli: bajo y teclados
- T.C. Tolliver: batería